# Tiruvalluvar

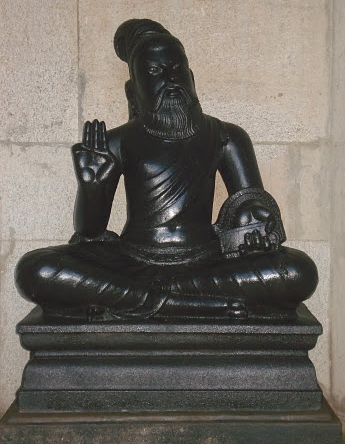
Moderne Darstellung Tiruvalluvars

Tiruvalluvar (Tamil: திருவள்ளுவர் Tiruvaḷḷuvar [ˈt̪iɾɯʋaɭːɯʋər], auch Thiruvalluvar) oder kurz Valluvar (வள்ளுவர் Vaḷḷuvar [ˈʋaɭːɯʋər]) ist der Autor des Tirukkural, eines Werkes der klassischen tamilischen Literatur. Als Autor des hochgeachteten Tirukkural wird Tiruvalluvar heute als Ikone des tamilischen Kulturnationalismus verehrt.

## Leben
Über Tiruvalluvar sind zahlreiche Legenden, aber keinerlei historische Fakten bekannt. Nicht einmal sein richtiger Name ist bekannt: Valluvar (Tiru- ist eine ehrerbietende Vorsilbe) ist der Titel von Ritualspezialisten in der Kaste der Paraiyar, einer Gruppe von tamilischen Dalits („Unberührbaren“). Tiruvalluvars Lebenszeit hängt von der Datierung des Tirukkural ab, die unsicher ist, aber meist auf das 5. oder 6. Jahrhundert angesetzt wird. Tamilisch-nationalistische Kreise setzen seine Lebenszeit dagegen deutlich früher an. So hat die Regierung des indischen Bundesstaats Tamil Nadu sein Geburtsjahr offiziell auf 31. v. Chr. festgesetzt. Dem Inhalt des Tirukkural zu urteilen war sein Autor vermutlich ein Jaina. Allerdings haben auch andere Religionsgemeinschaften Anspruch auf Tiruvalluvar angemeldet.

## Legenden
Zu Tiruvalluvars Leben existiert eine Reihe von Legenden. Die früheste Quelle hierfür ist das Tiruvalluvamalai, ein möglicherweise aus dem 10. Jahrhundert stammendes Lobgedicht auf Tiruvalluvar. Andere Versionen der Legende stammen aus der mündlichen Überlieferung und wurden während der britischen Kolonialzeit erstmals schriftlich fixiert. Die Kernpunkte der Legende lassen sich wie folgt zusammenfassen: Tiruvalluvar wurde als Sohn eines Brahmanen namens Bhagavan und einer Unberührbaren namens Adi geboren. Seine Geschwister waren die Dichterin Auvaiyar, die Göttinnen Mariyamman, Bhadrakali und Valli sowie die Dichter Adigaman und Kabilar. Bhagavan hatte Adi geheiratet, ohne von ihrer niedrigen Kaste zu wissen. Als er es erfuhr, machte er es ihr zur Bedingung, alle Kinder, die aus der Ehe geboren werden sollten, abzugeben. Daher wuchs Tiruvalluvar bei einem Paar aus der Kaste der Vellala in Mylapore auf und erlernte dort den Beruf des Webers.
Ein anderer Handlungsstrang der Legende verknüpft Tiruvalluvar mit der Sangam-Legende, der zufolge eine Dichterakademie in Madurai die tamilische Literatur gepflegt haben soll (vgl. Sangam-Literatur). Nachdem Tiruvalluvar den Tirukkural vollendet hatte, sei er nach Madurai gegangen, um seinen Text der Akademie vorzustellen. Wegen seiner niedrigen Kaste weigerten sich die Dichter zunächst, sein Werk anzunehmen. Daraufhin legte Tiruvalluvar den Tirukkural auf der Bank ab, auf der die Dichter saßen. Die Bank schrumpfte daraufhin auf die Größe des Buches zusammen und warf die Dichter ab. Diese mussten ihre Niederlage eingestehen und verfassten auf der Stelle in Lobgedicht auf Tiruvalluvar, das Tiruvalluvamalai.

## Verehrung
Der Tirukkural ist heute die wohl wichtigste Ikone der tamilischen Kultur. Dies überträgt sich auch auf die Figur des Autors Tiruvalluvar, der als eine Art tamilischer Nationalheiliger verehrt wird. So hat die Regierung des indischen Bundesstaates Tamil Nadu offiziell die Tiruvalluvar-Ära eingeführt, die das angenommene Geburtsjahr Tiruvalluvars (31 v. Chr.) als Epochendatum hat. Der zweite Tag des Pongal-Festes (der 15. oder 16. Februar) wurde zu seinem Geburtstag bestimmt und wird als „Tiruvalluvar-Tag“ gefeiert. Darstellungen Tiruvalluvars finden sich in Tamil Nadu vielerorts im öffentlichen Raum. Seine Ikonographie ist dabei weitgehend standardisiert. Tiruvalluvar erscheint als Weiser mit langem Bart und imposantem Haarknoten und wird meist sitzend dargestellt. In seinen Händen hält er in der Regel ein Palmblattmanuskript und einen Schreibgriffel. Oft sind drei Finger der rechten Hand ausgestreckt, was die drei Bücher des Tirukkural symbolisieren soll.

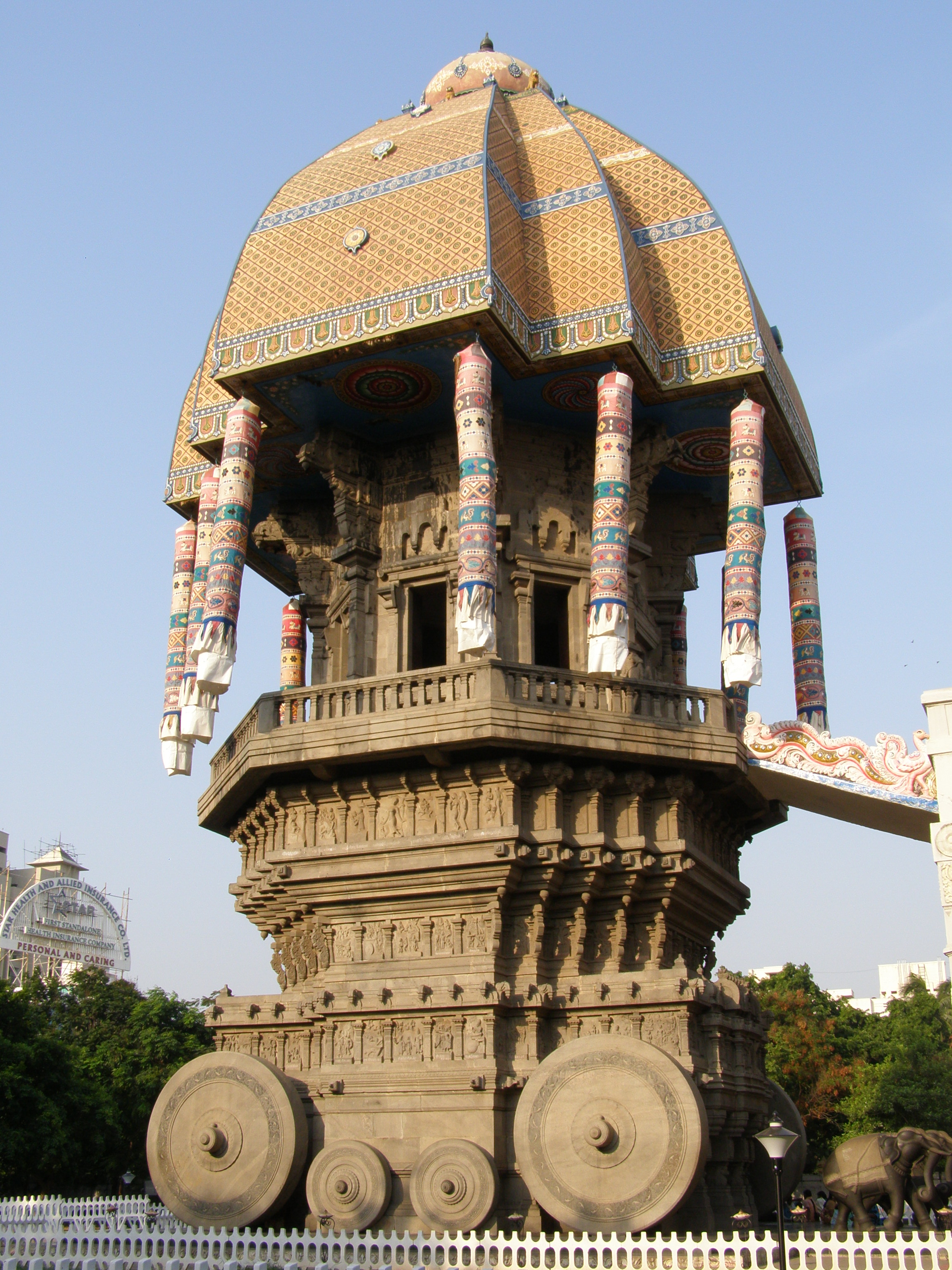
Valluvar Kottam in Chennai

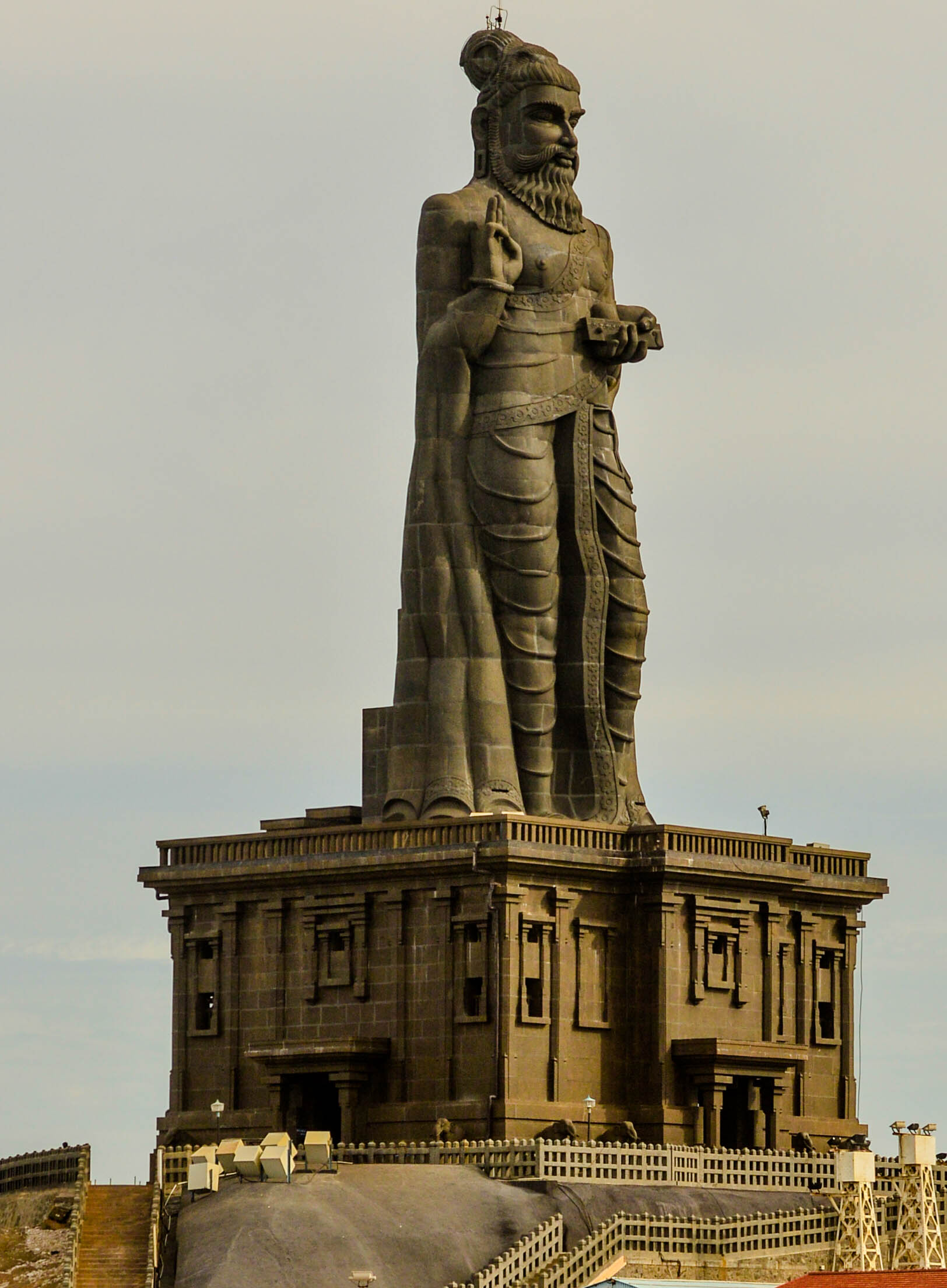
Die Tiruvalluvar-Statue in Kanyakumari

Es existieren zahlreiche Denkmäler für Tiruvalluvar. Das bedeutendsten sind zwei Monumente, die während der Regierungszeit M. Karunanidhis im Bundesstaat Tamil Nadu entstanden. Das 1976 erbaute Valluvar Kottam in der Hauptstadt Chennai besteht aus einem an einen mittelalterlichen Hindu-Tempel angelehntes Auditorium, in dessen Wände der komplette Text des Tirukkural eingemeißelt ist, und einer überdimensionierten steinernen Nachbildung eines Tempelwagens. Ebenfalls auf Karunanidhis betreiben geht die kolossale Tiruvalluvar-Statue in Kanyakumari. Die im Jahr 2000 enthüllte Statue steht auf einem Felsen vor der Südspitze Indiens und zeigt Tiruvalluvar in stehender Pose. Mitsamt Sockel misst sie 40,5 Meter oder 133 Fuß, was die 133 Kapitel des Tirukkural symbolisieren soll.
Unzählige weitere Tiruvalluvar-Statuen stehen in an verschiedenen Orten Tamil Nadus, etwa eine an Chennais Stadtstrand Marina Beach als Teil einer Gruppe von Statuen wichtiger Persönlichkeiten der tamilischen Kulturgeschichte. Auch außerhalb Tamil Nadus dienen Tiruvalluvar-Statuen als Marker tamilischer Identität. So steht in Jaffna, der größten Stadt in den Tamilengebieten Sri Lankas an prominenter Stelle eine Statue Tiruvalluvars. In Bengaluru, der Hauptstadt des indischen Bundesstaates Karnataka, wurde 1992 auf Betreiben dort ansässiger Tamilen eine Tiruvalluvar-Statue aufgestellt, die aber wegen des angespannten Verhältnisses zwischen den Bundesstaaten Karnataka und Tamil Nadu zum Politikum wurde und erst 2009 enthüllt werden konnte. Eine Tiruvalluvar-Statue befindet sich seit 1996 auch vor der School of Oriental and African Studies in London.
Zuletzt sind Versuche zu beobachten, Tiruvalluvar im Sinne der Hindutva-Ideologie zu vereinnahmen. So startete die hindunationalistische BJP-Partei in Tamil Nadu im Jahr 2019 eine Kampagne, mit der sie versuchte ein „hinduistisches“ Bild von Tiruvalluvar mit oranger Robe, Gebetskette und heiliger Asche zu verfestigen.
Religiöse Formen besitzt die Verehrung Tiruvalluvars in seinem angeblichen Geburtsort Mylapore (heute ein Stadtteil Chennais). Hier befindet sich ein ihm geweihter Hindu-Tempel, der auf das 16. Jahrhundert zurückgehend soll.